# Internet Engineering Task Force
De Internet Engineering Task Force (IETF) is een grote, open, internationale gemeenschap van netwerkontwerpers, - operators, -leveranciers en -onderzoekers die zich bezighoudt met de evolutie van de internetarchitectuur en de soepele werking van het internet. Deelname staat open voor alle geïnteresseerden.
Op het technische niveau en met betrekking tot ontwikkeling, bestaat het internet bij de gratie van ontwerp, testen en implementatie van internetstandaarden. Deze standaarden worden ontwikkeld door het IETF. De standaarden worden dan door de Internet Engineering Steering Group onder de loep genomen, in samenspraak met de Internet Architecture Board. De RFC-editor, ondersteund door de Internet Society, is verantwoordelijk voor het voorbereiden van en samenstellen van de standaarden in hun uiteindelijke vorm. De standaarden kunnen op een veelvoud aan sites over de hele wereld terug worden gevonden, zoals InterNIC.